# Орановский, Владимир Алоизиевич
Влади́мир Алоизие́вич Орано́вский (19 января(7 по старому стилю) 1866 — 11 сентября(29 августа) 1917, Выборг) — русский военный деятель, генерал от кавалерии, участник Русско-японской и Первой мировой войны.

## Биография
Из дворян Орловской губернии. Сын генерал-лейтенанта Алоизия Казимировича Орановского (1828—1886), старший брат генерал-лейтенанта Н. А. Орановского (1869—1935). В 1884 году окончил Е.И.В. Пажеский корпус. Выпущен в чине корнета в Лейб-гвардии Драгунский полк. В 1891 году окончил Николаевскую академию Генерального штаба по первому разряду. С 30 ноября 1894 по 30 ноября 1895 командир эскадрона 16-го драгунского Глуховского полка. С 22 ноября 1895 штаб-офицер при управлении 2-й Восточно-Сибирской линейной бригады.
Участвовал в подавлении Ихэтуаньского восстания в Китае (1900—1901 гг.).
С 8 ноября 1904 окружной генерал-квартирмейстер штаба Приамурского военного округа, генерал-майор.
Участник русско-японской войны. Генерал-квартирмейстер 1-й Манчжурской армии (14.11.1904 — 24.03.1905). Награждён Золотым оружием с надписью «За храбрость» (ВП 29.03.1905). Награждён орденом Святого Георгия 4-й степени (ВП 27.01.1907).

Участник войны Н.В. Воронович писал: 
Так как число «рвущихся в бой» все увеличивалось, то приказом по 2-й армии была назначена на 1-е августа усиленная рекогносцировка по всему фронту армии. Общее начальство над передовыми отрядами на этот день было передано недавно приехавшему из Петербурга гвардейскому полковнику Орановскому.(…) Иолшин был страшно раздосадован такой неудачей и вполне правильно критиковал действия и распоряжения полковника Орановского. Наш «сумасброд» не знал, что «усиленная рекогносцировка» была задумана и проведена лишь для того, чтобы дать возможность прибывшим к концу войны «фазанам» заслужить боевые награды. Поэтому он недоумевал, почему Орановский, имея полную возможность удержать занятые нами японские позиции, так поспешно отступил, не попытавшись даже оказать сопротивление наступавшему неприятелю? (Русско-японская война. Воспоминания. Нью-Йорк, 1952. стр. 59-60).
С 24 марта 1905 года назначен генерал-квартирмейстером штаба Главнокомандующего сухопутными и морскими силами на театре военных действий. Начальник штаба  войск на Дальнем Востоке (03.03.1906 - 21.08.1907). С 21 августа 1907 года— начальник 2-й Отдельной кавалерийской бригады. С 11 июля 1908 года — начальник штаба Генерал-инспектора кавалерии великого князя Николая Николаевича. С 1 мая 1910 года — начальник 14-й кавалерийской дивизии, генерал-лейтенант (ст. 01.05.1910). С 23 августа 1913 года — начальник штаба Варшавского военного округа.
С 19 июля 1914 года по 31 января 1915 года в чине генерал-лейтенанта исполнял должность начальника штаба Северо-Западного фронта. Генерал от кавалерии (с 25.10.1914). С 31 января 1915 года по 19 апреля 1917 года командовал 1-м кавалерийским корпусом. В апреле 1915 года корпус нанес противнику контрудар, временно стабилизировавший обстановку в Прибалтике. Активный участник Виленской операции в августе - сентябре 1915 г.
В истории действий русской армии в Восточной Пруссии в первую мировую войну с именем генерала Орановского — начальника штаба Северо-Западного фронта — связан ряд неоднозначных действий в отношении гражданского населения. Так, П. Рорбах в книге «Россия и мы» упоминает приказ по 113-му пехотному полку за № 363 от 10 декабря 1914 года, предписывавший «зверское обращение с местными жителями». При проверке материалов чрезвычайной комиссией Кривцова было установлено, что, действительно, Орановский, в частности, направлял командующему 10-й армией генералу Сиверсу следующую телеграмму:

21 ноября 1914 г., 6 ч 20 мин дня. Маргграбово. Генералу Сиверсу. Главнокомандующий приказал подтвердить к точному исполнению требование Верховного главнокомандующего при наступлении гнать перед собой всех жителей мужского пола рабочего возраста, начиная с 10 лет. Орановский.
— Лемке Михаил Константинович. 250 дней в царской ставке 1914–1915. — Минск: Харвест, 2003.
С 19 апреля 1917 года командовал 42-м отдельным армейским корпусом (штаб находился в Выборге), в состав которого входили все войска, размещённые в Финляндии. 26 июля 1917 года переведён в резерв чинов при штабе Петроградского военного округа. С 9 августа 1917 года состоял в распоряжении Главнокомандующего армиями Северного фронта.
После подавления выступления частей генерала Л. Г. Корнилова был арестован в Выборге, постановлением Выборгского Совета, по подозрению в сочувствии корниловскому выступлению. После водворения на гауптвахту, в числе других арестованных генералов и офицеров (в их числе были обер-квартирмейстер 42-го армейского корпуса генерал-майор Васильев В. Н., комендант Выборгской крепости генерал-майор Степанов Ф. В. и ряд других офицеров), был вместе с ними выведен оттуда толпой солдат, и после издевательств они были убиты и сброшены в залив.
Маршал Б. М. Шапошников, бывший в то время старшим адъютантом штаба 14-й кавалерийской дивизии, приводит о нём такие отзывы:

Прошли годы… Орановский давно погиб. И вот теперь, возвращаясь к личности Орановского, хочется сказать о нём доброе слово. Как начальник дивизии, Орановский всегда брал на себя ответственность за принимаемые решения, учил дивизию и, нужно сказать, действительно сделал из неё хорошее боевое соединение; плоды работы этого соединения пожал во время войны уже Новиков, считавший себя чуть ли не русским Мюратом. Как офицер Генерального штаба, Орановский был деятельным, опытным, тактичным. Он прививал эти качества и мне. Правда, его нельзя назвать «отцом-командиром», как это понимали в русской армии, то есть командиром, который иногда мог по-приятельски похлопать по плечу солдата. Да разве в этом заключалось достоинство командира? Нет и нет. Солдат всегда разбирался, кто настоящий командир, а кто подлаживается под него. Последних он не терпел. Заботился ли о солдате Орановский? Я с полным правом могу ответить, что более заботливого начальника я не видел.
— Шапошников Б. М. Воспоминания. — М.: Воениздат, 1974.

## Награды
- Орден Святого Станислава 3-й степени (1894)
- Орден Святой Анны 3-й степени (1897)
- Орден Святого Станислава 2-й степени(1900)
- Орден Святого Владимира 4-й степени (1901)
- Орден Святого Владимира 3-й степени с мечами (1903)
- Орден Святого Станислава 1-й степени с мечами (1905)
- Орден Святой Анны 1-й степени с мечами (1905)
- Золотое оружие «За храбрость»[5] (1905)
- Орден Святого Георгия 4-й степени (1907)
- Орден Святого Владимира 2-й ст. (1909)
- Орден Белого орла (1913)
- Орден Святого Александра Невского с мечами[6] (09.04.1915)